# St. Sebastian (Trostberg)

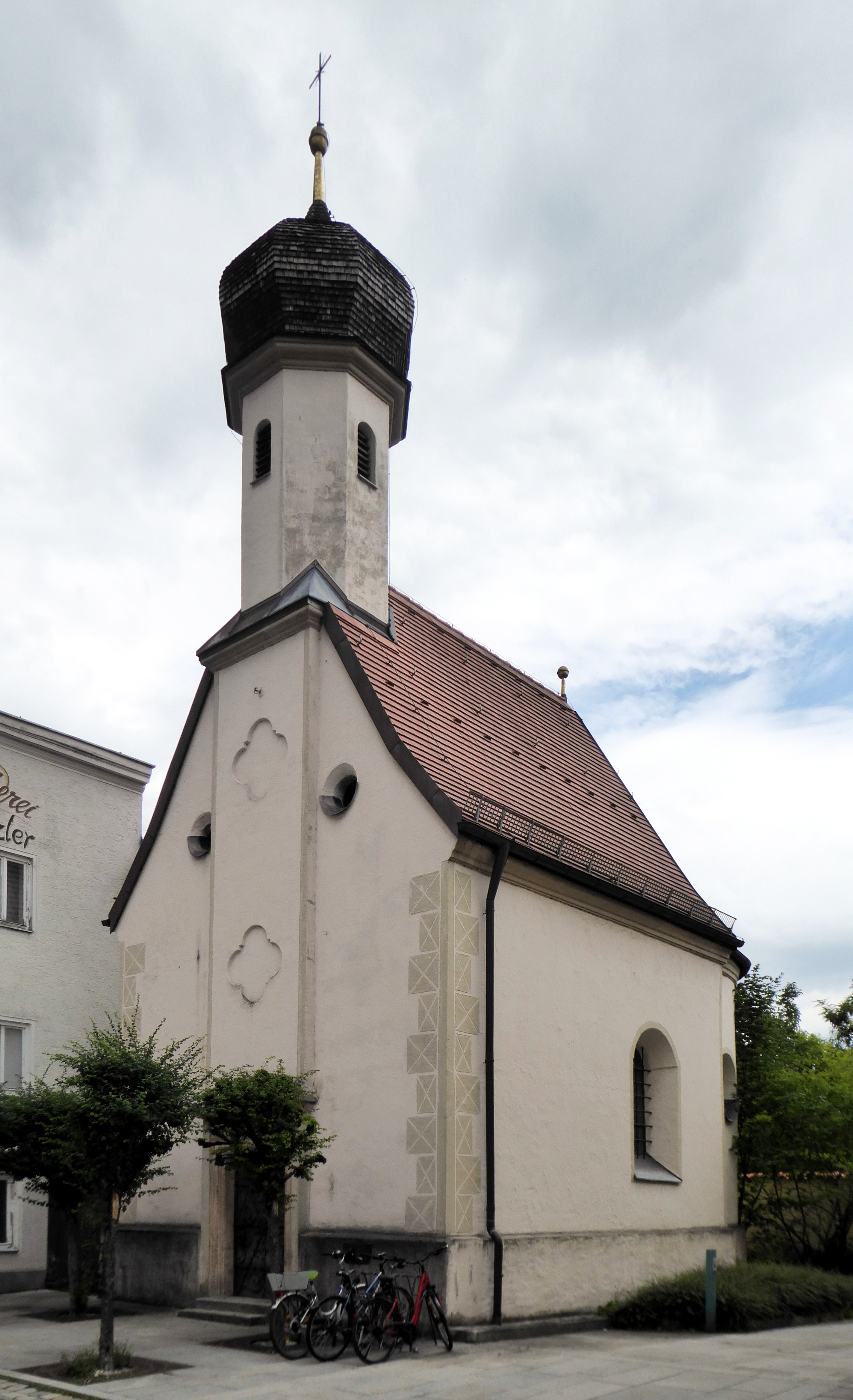
St. Sebastian in Trostberg

Die römisch-katholische Kapelle St. Sebastian steht in Trostberg, einer Stadt im oberbayerischen Landkreis Traunstein. Sie ist in der Liste der Baudenkmäler in Trostberg unter der Nummer D-1-89-157-64 eingetragen. Die Kapelle gehört zum Dekanat Traunstein im Erzbistum München und Freising. Kirchenpatron ist der hl. Sebastian. 

## Geschichte
Der Grundstein der barocken Kapelle wurde 1651 gelegt. Im Zuge der Säkularisation wurde sie profaniert und diente dem Landgericht als Register. Nachdem sie wieder als Kapelle sakralisiert worden war, wurde sie von 1978 bis 1981 restauriert und der nach der Profanierung abgerissene Dachreiter auf der Grundlage eines Stichs von 1705 rekonstruiert.

## Beschreibung
Der einschiffige Saalbau besteht aus dem Langhaus zu zwei Jochen und dem eingezogenen, halbrund geschlossenen Chor im Südosten. Auf dem Satteldach des Langhauses sitzt im Nordwesten ein achteckiger Dachreiter mit Zwiebelhaube.
Der Innenraum ist mit einem Stichkappengewölbe überspannt. Das Altarbild mit einer Statue des heiligen Sebastian wird von Figuren der Erzengel Michael und Gabriel flankiert. Das Bild im Altarauszug stellt die Geburt Jesu dar, begleitet von den Assistenzfiguren der Heiligen Katharina und Margaretha.